# Abd-al-Wali (nom)
|  | No s'ha de confondre amb Abd-al-Walí (nom). |

Abd-al-Wali és un nom masculí teòfor àrab islàmic (àrab: عبد الوالي, ʿAbd al-Wālī) que literalment significa ‘Servidor de Qui dirigeix’, essent «Qui dirigeix» un dels epítets de Déu. Si bé Abd-al-Wali és la transcripció normativa en català del nom en àrab clàssic, també se'l pot trobar transcrit d'altres maneres, normalment per influència de la pronunciació dialectal o seguint altres criteris de transliteració. Com a teòfor, també el duen molts musulmans no arabòfons que l'han adaptat a les característiques fòniques i gràfiques de la seva llengua.